# Dragoș Chircu
Dragoș Chircu (n. 24 iunie 1982, București) este un cântăreț român cunoscut pentru participarea sa în primul sezon al emisiunii-concurs Vocea României.

## Viața și cariera
Dragoș Chircu s-a născut pe 24 iunie 1982 în București. Este absolvent al Liceului de Muzică George Enescu, secția Percuție. Primul său contact cu scena a fost în cadrul festivalului International „George Grigoriu” din anul 2005, unde a obținut locul trei.
În 2011, Chircu a participat la primul sezon al emisiunii-concurs, Vocea României, unde a fost în echipa Loredanei. În cadrul acestei emisiuni, Dragoș a ocupat locul al doilea
Melodii interpretate în concurs
| Etapă                 | Piesă                                                                 | Interpret original                | Rezultat           |
| --------------------- | --------------------------------------------------------------------- | --------------------------------- | ------------------ |
| Audițiile pe nevăzute | "Summertime"                                                          | Abbie Mitchell                    | Avansat            |
| Confruntările         | "With or Without You" împreună cu Daniel Lazăr                        | U2                                | Avansat            |
| Al doilea show live   | "Unchained Melody"                                                    | Righteous Brothers                | Salvat de public   |
| Al treilea show live  | "Take on Me"                                                          | A-ha                              | Salvat de antrenor |
| Al patrulea show live | "Careless Whisper"                                                    | George Michael                    | Salvat de public   |
| Semifinala            | "Vorbe care dor"                                                      | 3rei Sud Est                      | Avansat            |
| Semifinala            | "You Raise Me Up"                                                     | Josh Groban                       | Avansat            |
| Finala                | "When a Man Loves a Woman"                                            | Percy Sledge / Michael Bolton     | Locul 2            |
| Finala                | "Con te partirò" / "Time To Say Goodbye" (împreună cu Loredana Groza) | Andrea Bocelli și Sarah Brightman | Locul 2            |
| Finala                | "Abrázame" (împreună cu Pepe)                                         | Julio Iglesias                    | Locul 2            |

După Vocea României, Dragoș Chircu a colaborat cu Loredana pentru piesa "Ochii din vis". Pe 25 septembrie 2012,  Dragoș a lansat piesa "Catch My Love" Tot în 2012, alături de Chris Mayer și Adi Cristescu, a compus piesa "Without you".

## Premii
- Festivalul Internațional „George Grigoriu” - Premiul III;
- Festivalul Național „Florentin Delmar” - Premiul I;
- Festivalul Național „Nufărul Alb” - Trofeul;
- Festivalul „Stejarul de Aur” - Premiul I ;
- Festivalul Național Mamaia 2006, Premiul I, Premiul Presei și Trofeul Mamaia 2006.